# American Idol (mùa 7)
American Idol 7 là cuộc thi âm nhạc American Idol lần thứ 7 được tổ chức từ ngày 15 tháng 1 năm 2008 cho đến ngày 21 tháng 5 năm 2008. Người dẫn chương trình của cuộc thi vẫn là Ryan Seacrest và ba vị giám khảo là Simon Cowell, Paula Abdul và Randy Jackson. David Cook là người thắng cuộc thi này.

## Một số thay đổi
Cuộc thi American Idol 7 có một số sự thay đổi so với các phần trước như cho phép các thí sinh tham gia cuộc thi được sử dụng nhạc cụ riêng của mình. Đêm chung kết của cuộc thi cũng được dời địa điểm Nhà hát Kodak truyền thống sang Nhà hát Nokia tại Los Angeles.

## Vòng thử giọng
Cuộc thi American Idol 2008 đã tổ chức 7 cuộc thi thử giọng trên khắp nước Mỹ tại các thành phố:
- San Diego, tiểu bang California: 30 tháng 7 và 31 tháng 7
- Dallas, tiểu bang Texas: 6 tháng 8 và 7 tháng 8
- Omaha, tiểu bang Nebraska: 10 tháng 8 và 11 tháng 8
- Atlanta, tiểu bang Georgia: 14 tháng 8 và 15 tháng 8
- Charleston, tiểu bang Nam Carolina: 18 tháng 8 và 19 tháng 8
- Miami, tiểu bang Florida: 22 tháng 8 và 23 tháng 8
- Philadelphia, tiểu bang Pennsylvania: 27 tháng 8 và 28 tháng 8

## Vòng loại ở Hollywood
Sau khi kết thúc vòng thử giọng trên khắp nước Mỹ, 164 thí sinh đã được chọn về thành phố Pasadena, California để tranh tài trong vòng loại Hollywood. Năm 2008, cuộc thi có một số thay đổi về luật thi để đảm bảo không thí sinh tài năng nào bị loại mất.
Vào ngày thứ nhất của cuộc thi, các thí sinh sẽ trình diễn trước ban giám khảo. Đây là lần đầu tiên trong vòng loại, các thí sinh được phép phối hợp với ban nhạc hoặc sử dụng nhạc cụ riêng của mình như keyboard, guitar hay trống. Nếu như màn trình diễn của các thí sinh được chấp nhận, họ sẽ được vào thắng vòng loại thứ hai diễn ra vào ngày thứ ba của cuộc thi. Còn những thí sinh còn lại sẽ có một cơ hội thứ hai. Trong ngày thứ hai của vòng loại, họ sẽ được ban giám khảo chia thành từng nhóm nhỏ hát với nhau không có nhạc đệm rồi từ đó sẽ chọn lọc ra các thí sinh xuất sắc nhất tiếp tục thi ngày thứ ba.
Tiếp đến ngày thứ ba, các thí sinh được giữ lại tiếp tục thi tài với sự hỗ trợ của ban nhạc và các ca sĩ hát đệm. Đến cuối ngày sẽ chỉ còn 50 thí sinh và cuối cùng danh sách 24 thí sinh xuất sắc nhất sẽ được công bố.

## Vòng bán kết

### Chủ đề các bài hát của tuần
- Tuần 1: Ca khúc thập niên 1960
- Tuần 2: Ca khúc thập niên 1970
- Tuần 3: Ca khúc thập niên 1980

### Các nam ca sĩ dừng lại ở bán kết
- Danny Noriega
- Luke Menard
- Robert "Robbie" Carrico
- Jason Yeager
- Colton Berry
- Garrett Harley

### Các nữ ca sĩ dừng lại ở bán kết
- Asia'h Epperson
- Kady Malloy
- Alaina Whitaker
- Alexandrea Lushington
- Joanne Borgella
- Amy Davis

## Vòng chung kết

### Chủ đề các bài hát của tuần
- Tuần 1 (11 tháng 3): John Lennon và Paul McCartney
- Tuần 2 (18 tháng 3): The Beatles
- Tuần 3 (25 tháng 3): Các bài hát theo năm sáng tác
- Tuần 4 (1 tháng 4): Dolly Parton
- Tuần 5 (8 tháng 4): Các bài hát theo cảm hứng
- Tuần 6 (15 tháng 4): Mariah Carey
- Tuần 7 (22 tháng 4): Andrew Lloyd Webber
- Tuần 8 (29 tháng 4): Neil Diamond
- Tuần 9 (6 tháng 5): Những bài hát Rock and Roll nổi tiếng
- Tuần 10 (13 tháng 5): bài hát lựa chọn bởi ban tổ chức, thí sinh và nhà sản xuất

### Những thí sinh lọt vào top 12
- Brooke White* :xếp thứ 5
- Carly Smithson: xếp thứ 6
- Kristy Lee Cook: xếp thứ 7
- Michael Johns: xếp thứ 8
- Ramiele Malubay:xếp thứ 9
- Chikezie: xếp thứ 10
- Amanda Overmyer: xếp thứ 11
- David Hernandez: xếp thứ 12

## Thứ tự bị loại
| Nữ | Nam | Tốp 12 | Tốp 24 |

| An toàn 1 | An toàn 2 | Bị loại |

| Vòng:     | Vòng:                 | Bán kết | Bán kết | Bán kết | Chung kết | Chung kết | Chung kết | Chung kết | Chung kết | Chung kết | Chung kết | Chung kết | Chung kết | Chung kết | Chung kết   |
| Tuần thi: | Tuần thi:             | 21/02   | 28/02   | 06/03   | 12/03     | 19/03     | 26/03     | 02/04     | 10/041    | 16/04     | 23/04     | 30/042    | 07/05     | 14/05     | 21/05       |
| STT       | Thí sinh              | Kết quả | Kết quả | Kết quả | Kết quả   | Kết quả   | Kết quả   | Kết quả   | Kết quả   | Kết quả   | Kết quả   | Kết quả   | Kết quả   | Kết quả   | Kết quả     |
| 1         | David Cook            |         |         |         |           |           |           |           |           |           |           |           |           |           | Chiến thắng |
| 2         | David Archuleta       |         |         |         |           |           |           |           |           |           |           |           |           |           | Về nhì      |
| 3         | Syesha Mercado        |         |         |         | At 1      |           | At 2      |           | At 1      | At 1      | At 1      |           |           | Loại      |             |
| 4         | Jason Castro          |         |         |         |           |           | At 1      |           |           |           |           |           | Loại      |           |             |
| 5         | Brooke White          |         |         |         |           |           |           | At 1      |           | At 2      |           | Loại      |           |           |             |
| 6         | Carly Smithson        |         |         |         |           | At 1      |           |           | At 1      |           | Loại      |           |           |           |             |
| 7         | Kristy Lee Cook       |         |         |         | At 2      | At 2      |           | At 2      |           | Loại      |           |           |           |           |             |
| 8         | Michael Johns         |         |         |         |           |           |           |           | Loại      |           |           |           |           |           |             |
| 9         | Ramiele Malubay       |         |         |         |           |           |           | Loại      |           |           |           |           |           |           |             |
| 10        | Chikezie              |         |         |         |           |           | Loại      |           |           |           |           |           |           |           |             |
| 11        | Amanda Overmyer       |         |         |         |           | Loại      |           |           |           |           |           |           |           |           |             |
| 12        | David Hernandez       |         |         |         | Loại      |           |           |           |           |           |           |           |           |           |             |
| 13-16     | Danny Noriega         |         |         | Loại    |           |           |           |           |           |           |           |           |           |           |             |
| 13-16     | Asia'h Epperson       |         |         | Loại    |           |           |           |           |           |           |           |           |           |           |             |
| 13-16     | Luke Menard           |         |         | Loại    |           |           |           |           |           |           |           |           |           |           |             |
| 13-16     | Kady Malloy           |         | At 1    | Loại    |           |           |           |           |           |           |           |           |           |           |             |
| 17-20     | Robbie Carrico        |         | Loại    |         |           |           |           |           |           |           |           |           |           |           |             |
| 17-20     | Alaina Whitaker       |         | Loại    |         |           |           |           |           |           |           |           |           |           |           |             |
| 17-20     | Alexandréa Lushington |         | Loại    |         |           |           |           |           |           |           |           |           |           |           |             |
| 17-20     | Jason Yeager          |         | Loại    |         |           |           |           |           |           |           |           |           |           |           |             |
| 21-24     | Colton Berry          | Loại    |         |         |           |           |           |           |           |           |           |           |           |           |             |
| 21-24     | Joanne Borgella       | Loại    |         |         |           |           |           |           |           |           |           |           |           |           |             |
| 21-24     | Amy Davis             | Loại    |         |         |           |           |           |           |           |           |           |           |           |           |             |
| 21-24     | Garrett Haley         | Loại    |         |         |           |           |           |           |           |           |           |           |           |           |             |

1 Do lịch phát sóng đặc biệt của chương trình Idol Gives Back trùng với tối thứ tư công bố kết quả, nên buổi công bố lùi sang ngày thứ năm.
2 Từ mốc thời gian này về sau, không có sự phân định rõ ràng giữa Nhóm 2 hoặc Nhóm 3 không an toàn.